# Кенениса Бекеле
Кенениса Бекеле (амх. ቀነኒሳ በቀለ; Бекоџи, 13. јун 1982) етиопски је тркач на дугим стазама (5000 и 10.000 метара). Двоструки је олимпијски шампион у трчању на 10.000 метара, а тријумфовао је 2008. и на 5.000 метара. Четвороструки је светски првак у трчању на 10.000 метара.
Висок је 1,65 м и тежак 66 kg.
На Светском првенству у кросу 2008. у Единбургу постигао је изузетан рекорд. По шести пут је победио на овом такмичењу иако је у трци изгубио једну патику.
У тркама на 5 и 10 километара на Олимпијским играма у Пекингу 2008. оборио је оба олимпијска рекорда резултатима 12:57,82 минута и 27:01,70 минута.
Победом у трци на 10.000 метара на Светском првенству у Берлину 2009. изједначио је рекорд земљака Хајле Гебрселасија од 4 светске титуле у овој дисциплини.
Носилац је тренутних светских рекорда у дугопругашким дисциплинама: 
на отвореном
- 5.000 м
  - 12:37,35 мин, истрчао 31. маја 2004. у Хенгелу
- 10.000 м
  - 26:17,53 мин, истрчао 26. августа 2005. у Бриселу

у дворани:
- 5.000 м
  - 12:49,60 мин, истрчао 20. фебруара 2004. у Бирмингему.